# A Pagan Storm
A Pagan Storm (englisch für „Ein Heidensturm“) ist das zweite Studioalbum der niederbayrischen Pagan-Metal-Band Wolfchant. Es erschien am 6. April 2007 über das Label CCP Records. Aufgenommen wurde es im Januar desselben Jahres.
Das Album unterscheidet sich in einigen Aspekten stark von ihrem ersten Album Bloody Tales of Disgraced Lands. So sind Flöten und Akkordeon an Stelle der Keyboards getreten. Eine weitere Veränderung war, dass Chöre das Arrangement ergänzen. Die Texte stammen hauptsächlich von Mario Möginger, die Kompositionen von Mario und Daniel Liebl. Für A Pagan Storm wurde auch ein neuer Künstler, Kris Verwimp, für die Covergestaltung beauftragt, weil der bisherige Designer zu unzuverlässig war.

## Covergestaltung
Auf dem Cover zu sehen ist eine verschneite Landschaft, im Vordergrund ein Wolf. Im Hintergrund ist ein Wald, hinter dem Berge zu sehen sind. Vor dem Wald sind zwei Wikinger, die ihre Schwerter kreuzen. Oben links das Bandlogo und unten in schwarzer Schrift der Albumtitel A Pagan Storm.

## Rezension
Das Musikmagazin Laut.de bezeichnet das Album als puristisch, spart aber auch nicht mit Kritik. Der Sound sei zu dünn geraten. Das ist, so Laut.de, auf den völligen Verzicht von Keyboards zurückzuführen, die durch Maultrommel, Flöte und Akkordeon ersetzt wurden.

## Titelliste
1. Growing Storms (Intro) – 1:55
2. A Pagan Storm – 4:55
3. The Path – 3:59
4. Midnight Gathering – 3:31
5. A Wolfchant from the Mountain Side – 5:06
6. Guardians of the Forest – 3:28
7. Winter Hymn – 6:50
8. Stärkend Trunk aus Feindes Schädel – 5:44
9. Voran – 5:27
10. Feuerbringer (Loki’s Zankrede) – 4:31
11. The Axe, the Sword, the Wind and a Wolf – 5:12

Gesamt 50:38